# Beata blauveldae
Beata blauveldae är en spindelart som beskrevs av Lodovico di Caporiacco 1947. Beata blauveldae ingår i släktet Beata och familjen hoppspindlar. Inga underarter finns listade.